# Cheryl Ford
Cheryl Ford (ur. 6 czerwca 1981 w Homer) – amerykańska koszykarka występująca na pozycji silnej skrzydłowej.
W sezonie 2009/10 rozegrała dwa spotkania w barwach CCC Aquapark Polkowice. Opuściła Polskę po zaledwie dwóch tygodniach pobytu z powodu kontuzji.
W 2013 roku związała się z New York Liberty. Nie rozegrała żadnego spotkania z barwach zespołu, została zwolniona w czerwcu, jeszcze przed rozpoczęciem sezonu.
Jest córką Bonity Ford oraz członka Koszykarskiej Galerii Sław – Karla Malone. Ma brata bliźniaka Daryla. Jest przyrodnią siostrą gracza NFL – Demetressa Bella.

## Osiągnięcia
Na podstawie, o ile nie zaznaczono inaczej.
NCAA
- Uczestniczka rozgrywek:
  - Elite Eight turnieju NCAA (2000, 2001)
  - Sweet Sixteen (2000, 2001, 2003)
  - turnieju NCAA (2000–2003)
- Mistrzyni:
  - turnieju konferencji:
    - Sun Belt (2000, 2001)
    - Western Athletic Conference (WAC – 2002, 2003)

  - sezonu regularnego konferencji:
    - Sun Belt (2000, 2001)
    - WAC (2002, 2003)
- Koszykarka Roku Konferencji Western Athletic (2002, 2003)
- Zaliczona do:
  - All-America Honorable Mention (2003 przez Associated Press)
  - I składu WAC (2002, 2003)

WNBA
- 3-krotna mistrzyni WNBA (2003, 2006, 2008)
- Wicemistrzyni WNBA (2007)
- MVP meczu gwiazd WNBA (2007)[7]
- Debiutantka Roku WNBA (2003)[8]
- Laureatka WNBA Peak Performers Award (2005, 2006 w kategorii zbiórek)
- Uczestniczka meczu gwiazd WNBA (2003, 2005–2007)
- Wybrana do:
  - II składu:
    - WNBA (2003, 2006)
    - defensywnego WNBA (2006)
- Liderka WNBA w zbiórkach (2005, 2006)[9]
- Rekordzistka WNBA w liczbie fauli (143 – 2005)[10]

Drużynowe
- Mistrzyni National Women's Basketball League (NWBL – 2004)
- Wicemistrzyni Włoch (2012)
- Brązowa medalistka mistrzostw Rosji (2007)
- Zdobywczyni Superpucharu Włoch (2011)[11]
- Finalistka Pucharu Włoch (2012)[11]
- Uczestniczka:
  - rozgrywek:
    - Euroligi (2006/07, 2010–2012)
    - Eurocup (2005/06)
    - FIBA Women's World Cup (2003)

Indywidualne
- Najlepsza środkowa ligi włoskiej (2012 według eurobasket.com)[11]
- Uczestniczka:
  - meczu gwiazd:
    - NWBL (2004, 2005)
    - Euroligi (2007)
- Zaliczona do:
  - I składu:
    - ligi włoskiej (2012 przez eurobasket.com)[11]
    - najlepszych zawodniczek zagranicznych ligi:
      - włoskiej (2012 przez eurobasket.com)[11]
      - tureckiej (2013 przez eurobasket.com)[12]

  - składu Honorable Mention ligi tureckiej (2013 przez eurobasket.com)[12]
- Liderka w zbiórkach:
  - NWBL (2004)
  - Euroligi (2011, 2012)
  - ligi:
    - włoskiej (2012)[11]
    - czeskiej (2011)

Reprezentacja
- Brązowa medalistka:
  - mistrzostw świata (2006)
  - igrzyska olimpijskich młodzieży (1998)